# Borenec
Borenec is een plaats in de gemeente Breznica in de Kroatische provincie Varaždin. De plaats telt 103 inwoners (2001).